# Бештепе
Бештепе (рум. Beștepe) — село у повіті Тулча в Румунії. Адміністративний центр комуни Бештепе.
Село розташоване на відстані 241 км на схід від Бухареста, 19 км на південний схід від Тулчі, 106 км на північ від Констанци, 85 км на південний схід від Галаца.

## Населення
За даними перепису населення 2002 року у селі проживали 1785 осіб.
Національний склад населення села:
| Національність   | Кількість осіб | Відсоток |
| ---------------- | -------------- | -------- |
| румуни           | 1777           | 99,6%    |
| росіяни-липовани | 6              | 0,3%     |

Рідною мовою назвали:
| Мова      | Кількість осіб | Відсоток |
| --------- | -------------- | -------- |
| румунська | 1779           | 99,7%    |
| російська | 5              | 0,3%     |